# James Fenton
James Fenton (* 25. April 1949 in Lincoln) ist ein englischer Dichter, Literaturkritiker und Journalist. Er ist Fellow der Royal Society of Literature und wurde 2007 mit der Queen’s Gold Medal for Poetry ausgezeichnet.

## Leben und Schaffen
Fenton, dessen Vater anglikanischer Priester war, wuchs in Lincolnshire und Staffordshire auf und ging in Durham und Repton zur Schule. Er studierte am Magdalen College in Oxford und gewann zu Studienzeiten den Newdigate Prize.
1972 erhielt er für seine erste Gedichtsammlung den Eric Gregory Award und nutzte das Preisgeld für eine Reise nach Südostasien, die seine Arbeit nachhaltig beeinflussen sollte. Nach seiner Rückkehr nach London im Jahr 1976 wurde er Korrespondent für den New Statesman und arbeitete lange Jahre als Kritiker für verschiedene Zeitungen, unter anderem für The Sunday Times, The Times und The Independent. Außerdem übertrug er in den 1980er-Jahren die Libretti von Rigoletto und Simon Boccanegra für Produktionen an der English National Opera ins Englische. Anfang des 21. Jahrhunderts widmete er sich wieder verstärkt der Arbeit für Theater und Oper. Von 1994 bis 1999 war er Oxford Professor of Poetry.
Fenton wurde in jungen Jahren oft mit W. H. Auden verglichen und erlangte schon früh den Ruf eines einflussreichen Dichters. Er gilt als stilistisch und technisch äußerst versiert, deckt weitreichende Themengebiete ab, zeigt aber ein besonderes Interesse für gewaltsame Konflikte und fremde Kulturen. Oft benutzt er traditionelle Formen, um aktuelle Geschehnisse – vor allem Kriege – schonungslos, traurig oder mit satirischem Unterton darzustellen. Eines seiner wichtigsten Gedichte, A German Requiem, untersucht die Spuren der Zeit des Nationalsozialismus im kollektiven Gedächtnis Deutschlands. Unter seinen Werken finden sich jedoch auch persönlichere und Liebesgedichte.
Fenton lebt mit dem US-amerikanischen Schriftsteller Darryl Pinckney in Oxfordshire.

## Werke (Auswahl)
- 1972: Terminal Moraine
- 1978: A Vacant Possession
- 1980: A German Requiem
- 1981: Dead Soldiers
- 1983: Children in Exile
- 1988: All the Wrong Places: Adrift in the Politics of Asia
- 1993: Out of Danger
- 1995: On Statues
- 2001: The Strength of Poetry
- 2003: An Introduction to English Poetry
- 2003: The Love Bomb and Other Musical Pieces
- 2006: School of Genius
- 2012: Yellow Tulips: Poems 1968–2011